# Светско првенство у рагбију 1991.
Светско првенство у рагбију 1991. (службени назив: 1991 Rugby World Cup) је било друго светско првенство у рагбију 15 које се одржало у пет европских земаља, Енглеској, Француској, Шкотској, Ирској и Велсу. Било је ово прво светско првенство које је одржано на Старом континенту. Популарност рагбија расла је у целом свету, осам рагби репрезентација обезбедиле су учешће на овом светском првенству, захваљујући пласаману у четвртфинале на претходном светском првенству 1987. Преосталих осам репрезентације морале су да се изборе кроз квалификације.
Друго светско првенство привукло је велику пажњу навијача и стадиони су били пуни широм пет набројаних земаља. Најпријатније изненађење светског првенства била је Канада, која је дошла до четвртфинала где је пружила частан отпор шампиону света Новом Зеланду. Репрезентацији Јужноафричке Републике (која је уз Аустралију и Нови Зеланд увек била, једна од три највеће супер силе у овом колизионом спорту) било је забрањено учешће на овом светском првенству због апартхејда. У финалу на храму рагбија стадиону Твикенам, Аустралија је победила Енглеску и по први пут освојила трофеј Веб Елис намењен светском прваку. Тако су "Валабиси" постали друга репрезентација после Ол блекса, која се уписала у листу бесмртних.

## Избор домаћина
Пет најјачих европских земаља, Енглеска, Француска, Ирска, Шкотска и Велс, организовале су заједно друго светско првенство у рагби јуниону.

## Квалификације
Било је ово прво светско првенство, за које су постојале квалификације. У квалификацијама за светско првенство 1991, учешће је узело 33 рагби репрезентације. Из Африке се квалификовала селекција Зимбабвеа, из Америке су прошли Канада, САД и Аргентина, са Старог континента Румунија и Италија, из Азије Јапан, а из Океаније Самоа.
| Регион                              | Квалификације |
| ----------------------------------- | ------------- |
| Европа                              | 7             |
| Јужна Америка                       | 1             |
| Северна, Централна Америка и Кариби | 2             |
| Азија                               | 1             |
| Африка                              | 1             |
| Океанија                            | 4             |

### Репрезентације које су се квалификовале
На светском првенству у рагбију 1991. је укупно учествовало 16 репрезентација, а то су:
| Африка - Зимбабве Северна Америка, Средња Америка и Кариби - Канада - САД Јужна Америка - Аргентина | Азија - Јапан Европа - Енглеска - Француска - Ирска - Велс - Шкотска - Италија - Румунија | Океанија - Аустралија - Нови Зеланд - Самоа - Фиџи |

## Стадиони
Утакмице светског првенства у рагбију 1991, играле су се на чак 19 стадиона широм Француске и "Острва":
- Стадион Твикенам - 75.000  Енглеска
- Стадион Марифилд - 67.800  Шкотска
- Кардиф Армс Парк - 53.000  Велс
- Парк принчева - 48.712  Француска
- Ленсдаун роуд - 49.250  Република Ирска
- Стад Ернест-Валон - 19.000  Француска
- Стадион Лил-Метропол - 18.185  Француска
- Стад де ла Медитерен - 18.000  Француска
- Стадион Велфорд Роуд - 16.815  Енглеска
- Стад Амиди Доминиш - 16.000  Француска
- Стад Лестигурес - 14.000  Француска
- Стад Арманди - 14.000  Француска
- Стад Лестигурес - 14.000  Француска
- Стад Жан Догер - 13.500  Француска
- Стадион Кингсхолм - 12.500  Енглеска
- Стадион Кингспан - 12.300  Северна Ирска
- Стреди Парк - 10.800  Велс
- Понитпол Парк - 8.800  Велс
- Сардис Роуд - 7.200  Велс
- Крос Грин - 5.000  Енглеска

## Групе
Група 1
- Нови Зеланд
- Енглеска
- Италија
- Сједињене Америчке Државе

Група 2
- Шкотска
- Ирска
- Јапан
- Зимбабве

Група 3
- Аустралија
- Самоа
- Велс
- Аргентина

Група 4
- Француска
- Канада
- Румунија
- Фиџи

## Такмичење по групама
16 најбољих рагби репрезентација света биле су подељене у 4 групе. Првопласирана и другопласирана репрезентација ишле су у четвртфинале.
Група 1
Енглеска - Нови Зеланд 12-18
Италија - САД 30-9
Нови Зеланд - САД 46-6
Енглеска - Италија 36-6
Енглеска - САД 37-9
Италија - Нови Зеланд 21-31
Група 2
Шкотска - Јапан 47-9
Ирска - Зимбабве 55-11
Ирска - Јапан 32-16
Шкотска - Зимбабве 51-12
Шкотска - Ирска 24-15
Јапан - Зимбабве 52-8
Група 3
Аргентина - Аустралија 19-32
Велс - Самоа 13-16
Аустралија - Самоа 9-3
Велс - Аргентина 16-7
Велс - Аустралија 3-38
Аргентина - Самоа 12-35
Група 4
Француска - Румунија 30-3
Канада - Фиџи 13-3
Француска - Фиџи 33-9
Канада - Румунија 19-11
Фиџи - Румунија 15-17
Француска - Канада 19-13

## Елиминациона фаза
Четрвртфинале
Француска - Енглеска 10-19
Шкотска - Самоа 28-6
Ирска - Аустралија 18-19
Канада - Нови Зеланд 13-29
Полуфинале
Шкотска - Енглеска 6-9
Аустралија - Нови Зеланд 16-6
Меч за бронзану медаљу
Нови Зеланд - Шкотска 13-6
Финале
Аустралија - Енглеска 12-6
| Аустралија | 12 – 6 | Енглеска |
| ---------- | ------ | -------- |
|            |        |          |

| Шампион Света у рагбију 1991. |
| ----------------------------- |
| Аустралија 1. титула          |